# Stanisław Czulak
Stanisław Czulak (ur. 7 stycznia 1900 w Krakowie, zm. 2 listopada 1974 tamże) – polski piłkarz występujący na pozycji napastnika, reprezentant Polski.

## Kariera klubowa

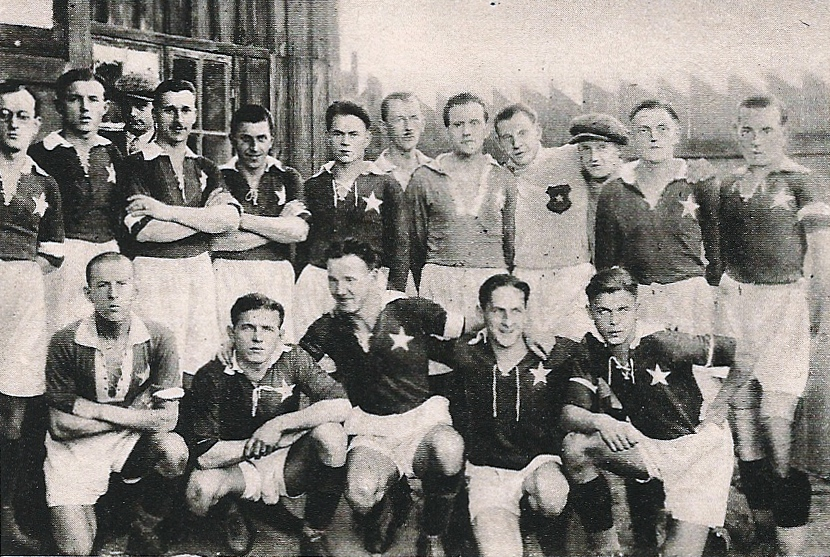
Wisła Kraków w 1927 roku, Czulak piąty z lewej w górnym rzędzie

W trakcie swojej kariery występował w klubach z rodzinnego Krakowa. Grę w piłkę nożną rozpoczął w 1919 roku w Sparcie Kraków. W 1922 roku występował w Garbarnii Kraków. W latach 1923–1933 był piłkarzem Wisły Kraków. W barwach tego klubu w 1927 i 1928 roku został mistrzem Polski, sięgnął także po Puchar Polski w sezonie 1925/26. Ogółem rozegrał dla Wisły 96 ligowych spotkań, w których strzelił 48 bramek.

## Kariera reprezentacyjna
W reprezentacji Polski w oficjalnym spotkaniu wystąpił tylko raz, w rozegranym 10 czerwca 1924 meczu ze Stanami Zjednoczonymi, które Polska przegrała 2:3. Czulak strzelił jedną z bramek dla Polski. W 1930 roku zagrał w dwóch innych meczach, jednak spotkania te są uznawane za nieoficjalne.

## Życie prywatne
Podczas II wojny światowej walczył w kampanii wrześniowej, następnie przez Bałkany i Francję dostał się do Anglii, by walczyć w lotnictwie PSZ. Do Polski wrócił w 1948 roku. Zmarł w 1974 roku i spoczywa na Cmentarzu Salwatorskim w Krakowie.

## Sukcesy
Wisła Kraków
- mistrzostwo Polski: 1927, 1928
- Puchar Polski: 1925/26